# Hans Meyer zum Gottesberge
Hans Meyer zum Gottesberge (* 24. Februar 1883 in Isingdorf; † 19. Juni 1931 im Melle) war ein Beamter, Kommunalpolitiker und Bürgermeister von Melle.

## Leben
Seine dienstliche Laufbahn führte Meyer zum Gottesberge durch die kommunalen oder landrätlichen Verwaltungen von Brühl, Saarlouis, Schildesche, Witten, Dortmund, Horde und Calbe bei Magdeburg, ehe er am 1. Mai 1914 das Amt des Meller Bürgermeisters antrat, welches er bis zu seinem Tod 1931 innehatte. Im Ersten Weltkrieg wurde er für drei Jahre bis 1916 Soldat. Meyer zum Gottesberge schrieb eine Reihe von Verwaltungsaufsätzen, die aus seiner Amtstätigkeit erwuchsen. Insbesondere widmete er sich der Änderung und Erneuerung der Meiler Ortssatzung, die ihm die rechtliche Handhabe für eine anerkannte Umgestaltung und Verschönerung des Meller Stadtbildes boten. Die Eingemeindungen von Flächen aus Bakum, Drantum und Altenmelle in die Stadt Meile krönten 1929 das Lebenswerk des Meller Bürgermeisters.
Geschichtliches Interesse führte Meyer zum Gottesberge 1920 mit dem aus dem Baltikum geflohenen Archivar Paul von der Osten-Sacken zusammen, der im Auftrag des Grafen Korff genannt Schmising-Kerssenbrock 1922–1924 die Urkunden- und Aktenbestände des Gutsarchivs Brincke bei Borgholzhausen verzeichnete. Er beauftragte ihn, das städtische Archiv von Melle zu ordnen. Auf Anregung von der Osten-Sackens rief er am 13. Oktober 1922 in Lingen die „Archiv-Ordnungs- und Beratungsstelle der Städtevereinigung des Regierungsbezirkes Osnabrück“ ins Leben. Dieser frühen Form einer kommunalen Archivpflegeorganisation gehörten an die Städte Meile, Nordhorn, Haselünne, Lingen, Quakenbrück und Bramsche sowie Graf Korff-Schmising-Kerssenbrock auf Haus Brincke. Der Meller Bürgermeister fügte diese Organisation ein in die Stadtverwaltung von Meile dergestalt, dass er von der Osten-Sacken mit der Doppelaufgabe eines Meller Stadtarchivars und eines Archivars der Städtevereinigung betraute. Das Unternehmen das auf hohe Reichszuschüsse angewiesen blieb, ging bereits im Herbst 1923 an seinen wirtschaftlichen Schwierigkeiten und am Widerstand des Ersten Staatsarchivrates in Osnabrück, Erich Fink, ein.